# Брайлян Єгор Сергійович
Єгор Сергійович Брайлян (нар. 9 вересня 1991 у м. Лубни Полтавської обл.) — історик, журналіст-міжнародник, кандидат історичних наук. Дослідник британської історії, колоніалізму та Брекзиту.  

## Освіта
- 2014 року закінчив історичний факультет Київського національного університету імені Тараса Шевченка, диплом із відзнакою (історія)
- 2014—2017 роки — аспірант кафедри нової та новітньої історії зарубіжних країн історичного факультету КНУ. Науковий керівник — доктор історичних наук, професор О. П. Машевський

## Професійна діяльність
Почав професійну кар'єрув Інституті історії України НАН України[джерело?]. Виступає рецензентом, міжнародним оглядачем, коментатором тем з історії та світової політики в українських провідних медіа[джерело?]. Працював кореспондентом відділення висвітлення міжнародного співробітництва Інформагентства АрміяInform. З 2023 року — аналітик Центру досліджень ГО Детектор медіа.
Членство в Академіях наук та наукових товариствах
- член Королівського історичного товариства (Лондон, Сполучене Королівство Великої Британії та Північної Ірландії) (postgraduate membership)[джерело?]
- член Британської міжнародної історичної групи (BIHG)[джерело?]

## Наукові зацікавлення
міжнародна історія XX ст., колоніалізм, російська дезінформація, відносини Україна-Британія. 

## Праці
Дисертація
- Колоніальна і постколоніальна політика Великої Британії в Карибському басейні (1930-ті — 1983 рр.) / Дисертація на здобуття наукового ступеня кандидата історичних наук за спеціальністю 07.00.02 «Всесвітня історія». − Київський національний університет імені Тараса Шевченка Міністерства освіти і науки України, Київ, 2021. — 265 стор.

Наукові статті
- Стратегія економічного розвитку Британської Вест-Індії у 1930–1960-х рр. // Український історичний збірник. — 2017. — Вип. 19. — С. 258—272.
- Вплив колоніальної політики в Карибському басейні на вступ Великої Британії до ЄЕС (друга половина 1950-х — перша половина 1960-х рр.). // Етнічна історія народів Європи. — 2017. — Вип. 53. — С. 150—157.

Книги
- Галушка А., Брайлян Є. Змова диктаторів: поділ Європи між Гітлером і Сталіним, 1939—1941. Х: КСД, 2018. 368 c. (уривок);  reviews.